# 华圻小学
31°39′23″N 120°08′55″E / 31.65642°N 120.14874°E
华圻小学，位于中华人民共和国江苏省无锡市惠山区洛社镇华圻村志公路的以一所小学。其旧址为江苏省文物保护单位。

## 沿革
1947年，丁熊照在下圻村兴建一所华圻小学，捐资约计4000余石大米，并重金聘请孙克明、张书诚、贾镇霆出任该校教职。他将校名定为“华圻”，取义“振兴中华”，因此当地村民将下圻村改名为华圻。1981年，丁熊照之子丁鹤寿、丁介寿、丁午寿兄弟捐资15万元，为华圻小学建造新教学大楼。2019年3月，江苏省人民政府认定其为江苏省文物保护单位。